# فريد تيدت
فريد تيدت (بالإنجليزية: Fred Tiedt) (16 أكتوبر 1935 – 15 يونيو 1999) هو ملاكم آيرلندي راحل، مثّل بلاده في الألعاب الأولمبية الصيفية 1956 وحقق الميدالية الفضية في فئة وزن الويلتر.

## روابط خارجية
فريد تيدت على موقع بوكس ريك (الإنجليزية) (registration required)
- فريد تيدت على موقع اللجنة الأولمبية الدولية (الإنجليزية)
- فريد تيدت على موقع أوليمبيديا (الإنجليزية)